# Zerovskij
Zerovskij o Zerovskij - Solo per amore è il trentesimo album in studio del cantautore italiano Renato Zero, pubblicato il 12 maggio 2017.

## Descrizione
Prodotto da Renato Zero stesso, l'album, che può essere definito pop-sinfonico, contiene tutti brani inediti con l'eccezione di Infiniti treni, la cui versione originale fu pubblicata nel 1986 nell'album Soggetti smarriti, posto sia come introduzione musicale che come traccia finale del disco. L'album è arrangiato e orchestrato dal maestro Renato Serio che dirige la Budapest Art Orchestra e il Budapest Art Choir.
La seconda traccia Mi trovi dentro te ha la stessa base del brano La voce che ti do (contenuto nel precedente album Alt), con diverso arrangiamento e nuovo testo.
Il brano che chiude il primo disco, "Singoli" ,era stato editato con arrangiamento diverso in duetto con Sal Da Vinci, nel suo lavoro quasi del tutto interamente prodotto da Renato, "Non si fanno prigionieri".
L'album è stato pubblicato in occasione del cinquantesimo anniversario della carriera del cantautore iniziata nel 1967, anno della pubblicazione del primo singolo in assoluto Non basta sai/In mezzo ai guai.
Il 19 maggio Zerovskij ha debuttato in vetta nella classifica FIMI Album. Sono ora 17 gli album di Renato Zero che hanno raggiunto il primo posto in classifica (o 19 se nel conteggio si includono gli EP Calore e Passaporto per Fonòpoli).
Il 19 luglio 2019 l'album è stato ristampato per la collana Mille e uno Zero, edita con TV Sorrisi e Canzoni.

## Tracce

### Disco 1
1. Infiniti treni - intro (Renatozero/Piero Pintucci-Renatozero) - 3:05
2. Mi trovi dentro te (Renatozero/Maurizio Fabrizio) - 4:51
3. Ti do i voli miei (Renatozero-Vincenzo Incenzo/Fabrizio-Renatozero) - 4:29
4. Colpevoli (Renatozero/Fabrizio-Renatozero) - 3:55
5. Vivo qui (Renatozero/Fabrizio) - 4:38
6. L'amore che ti cambia (Renatozero/Fabrizio-Renatozero) - 4:10
7. Dedicato a te (Renatozero/Caviri-Renatozero) - 3:43
8. Aria di settembre (Renatozero/Fabrizio-Renatozero) - 4:39
9. Singoli (Renatozero/Podio-Renatozero) - 4:25

Durata totale: 38:05

### Disco 2
1. Ti andrebbe di cambiare il mondo? (Renatozero-Incenzo/Fabrizio-Renatozero) - 4:15
2. Pazzamente amare (Nava) - 4:04
3. Gli angoli bui (Renatozero/Serio-Renatozero) - 3:07
4. Un uomo da niente (Renatozero/Fabrizio-A. Tozzi) - 4:31
5. Il mio momento (Renatozero/Caviri-Renatozero) - 4:11
6. Stalker (Renatozero/Fabrizio-Renatozero) - 4:10
7. Putti e cherubini S.P.A. (Renatozero/Senesi-Renatozero) - 5:42
8. Ci fosse un'altra vita (Renatozero/Madonia-Renatozero) - 3:52
9. Cara (Renatozero) - 3:54
10. Infiniti treni (Renatozero/Pintucci-Renatozero) - 4:23

Durata totale: 42:20

## Classifiche
| Classifica (2017) | Posizione massima |
| ----------------- | ----------------- |
| Italia            | 1                 |
| Svizzera          | 52                |

### Classifiche di fine anno
| Classifica (2017) | Posizione |
| ----------------- | --------- |
| Italia            | 48        |